# Verbena santiaguensis
Verbena santiaguensis — вид трав'янистих рослин родини Вербенові (Verbenaceae), ендемік Аргентини.

## Опис
Листки черешкові, 5-сегментні, голі, сегменти перисто-розсічені, гострі, в контурі овально-трикутні. Суцвіття багатоквіткове. Віночок довжиною ≈1 см.

## Поширення
Ендемік Аргентини. Зростає на трав'янистих місцевостях на висотах 0–500 м.